# 紋別灯台
紋別灯台（もんべつとうだい）は、北海道紋別市花園町8丁目の紋別公園内に建つ灯台である。毎年6月に開催される「春だ！ワッショイ！！公園まつり」に合わせて一般公開を行っている。

## 歴史
- 1960年（昭和35年）12月28日 - 初点灯[3]

## アクセス
紋別公園入口から徒歩すぐ。

## 周辺
- オホーツク庭園
- 流氷展望台